# Тейлор, Кристин
Кри́стин Те́йлор (англ. Christine Taylor; 30 июля 1971, Аллентаун, Пенсильвания, США) — американская актриса.

## Ранние годы
Кристин Джоан Тейлор родилась в Аллентауне, Пенсильвания. В возрасте 3 лет она уже появилась во многих проектах. Она брала уроки в театральной школе Аллентауна, что повлияло на её интерес к театру. Мать Кристин поддерживала её увлечение, находила для неё работу, поначалу это были съёмки в рекламе.

## Карьера
В 1991 году Кристин Тейлор переехала в Лос-Анджелес, где начала сниматься в комедийных сериалах. В 1992 году Кристин Тейлор получает роль Марсии Брэди сначала в комедийном шоу «Westwood Playhouse Real Live Brady Bunch», а вскоре и в фильме «Фильм о семейке Брейди», созданным по мотивам популярного ситкома. Роль досталась Кристине благодаря её сходству с Морин МакКормик, первой исполнительницей роли Марсии.
После успеха фильма карьера Кристин Тейлор идет в гору, ей предлагают роли в многих сериалах, в том числе и главную роль в сериале «Party Girl» компании Fox. В 1996 году выходит продолжение комедии «Семейка Брэди-2», за участие в которой Кристин номинирована на премию MTV в категории «Лучший поцелуй».
В 1997 году Кристин Тейлор можно было заметить в таких популярных ситкомах как «Сайнфелд», где она исполнила роль подруги Джерри, и «Друзья», где Кристин сыграла Бонни — возлюбленную Росса Геллера.
В фильме «Певец на свадьбе» 1998 года Тейлор появилась в роли Холли Салливан — кузины и лучшей подруги главной героини в исполнении Дрю Бэрримор. С 2001 году сыграла в фильме «Образцовый самец», а в 2016 году — в его продолжении.
После почти двухлетнего отсутствия на экране, Тейлор появилась в сериале «Замедленное развитие» в роли Салли Ситвел. Вскоре в 2004 она с мужем снялась в комедии «Вышибалы».
В настоящее время Кристин Тейлор продолжает сниматься в кино и на телевидении, нередко принимая участие в проектах своего мужа Бена Стиллера.

## Личная жизнь
С 1997 по 1998 год Тейлор состояла в отношениях с актёром Нилом Патриком Харрисом. С 13 мая 2000 года замужем за актёром Беном Стиллером. Они познакомились во время съемок пилота телешоу «Тепловое зрение и Джек» в 1999 году.
У супругов двое детей — дочь Элла Оливия Стиллер (род. 10.04.2002) и сын Куинлин Дэмпси Стиллер (род. 10.07.2005). Они живут вместе в округе Вестчестер, штат Нью-Йорк. Оба выбрали вегетарианскую диету по состоянию здоровья.
26 мая 2017 года пара объявила о расставании; затем снова воссоединилась.

## Фильмография
| Год       |    | Русское название       | Оригинальное название            | Роль                       |
| --------- | -- | ---------------------- | -------------------------------- | -------------------------- |
| 1991      | с  | Даллас                 | Dallas                           | Маргарет Барнс             |
| 1991      | с  | Жизнь продолжается     | Life Goes On                     | студентка драмы № 1        |
| 1992      | с  | Блоссом                | Blossom                          | Пэтти                      |
| 1993      | ф  | Девушка из календаря   | Calendar Girl                    | Мелисса Смок               |
| 1994      | ф  | Ночь демонов 2         | Night of the Demons 2            | Терри                      |
| 1995      | ф  | Фильм о семейке Брейди | The Brady Bunch Movie            | Марша Брейди               |
| 1995      | с  | Эллен                  | Ellen                            | Карен Льюис                |
| 1996      | ф  | Колдовство             | The Craft                        | Лора Лиззи                 |
| 1997      | ф  | Байки у костра         | Campfire Tales                   | Лорен                      |
| 1997      | с  | Мерфи Браун            | Murphy Brown                     | Тэффи                      |
| 1997      | с  | Сайнфелд               | Seinfeld                         | Эллен                      |
| 1997      | с  | Друзья                 | Friends                          | Бонни                      |
| 1998      | ф  | Певец на свадьбе       | The Wedding Singer               | Холли Салливан             |
| 1998      | ф  | Ночная посылка         | Overnight Delivery               | Кимберли Джесни            |
| 1998      | ф  | Кое-что о сексе        | Denial                           | Сэмми                      |
| 2000      | с  | Спин-Сити              | Spin City                        | Кэтрин Мур, сестра Кейтлин |
| 2001      | ф  | Образцовый самец       | Zoolander                        | Матильда Джеффрис          |
| 2004      | ф  | Вышибалы               | Dodgeball: A True Underdog Story | Кейт Витч                  |
| 2005—2013 | с  | Замедленное развитие   | Arrested Development             | Салли Ситуэлл              |
| 2006      | с  | Меня зовут Эрл         | My Name Is Earl                  | Алекс Мейерс               |
| 2006      | ф  | Комната 6              | Room 6                           | Эми Робертс                |
| 2006      | мс | Американский папаша!   | American Dad!                    | Кэнди                      |
| 2007      | ф  | Лицензия на брак       | License to Wed                   | Линдси Джонс               |
| 2008      | ф  | Солдаты неудачи        | Tropic Thunder                   | Ребекка                    |
| 2010      | мс | Финес и Ферб           | Phineas and Ferb                 | Миссис Хака Пею Пею        |
| 2010      | с  | Ханна Монтана          | Hannah Montana                   | Лори                       |
| 2012      | ф  | В первый раз           | The First Time                   | Миссис Миллер              |
| 2016      | ф  | Образцовый самец № 2   | Zoolander 2                      | призрак Матильды Джеффрис  |
| 2016—2022 | с  | В поиске               | Search Party                     | Гейл                       |
| 2017      | с  | Элементарно            | Elementary                       | Миссис Линквест            |
| 2023      | с  | Детектив под кайфом    | High Desert                      | Диана                      |

## Награды и номинации
Номинации
- 1997 — «MTV Movie Awards» — Лучший поцелуй («Семейка Брэди 2»)
- 2005 — «MTV Movie Awards» — Лучшая экранная команда («Вышибалы»)